# زلزال كرايستشيرش يونيو 2011
زلزال كرايستشيرش يونيو 2011 هو زلزالٌ وقعَ في كانتربيري في نيوزيلندا بتاريخ 13 يونيو 2011.